# 伊駒アルプスロード
伊駒アルプスロード（いこまアルプスロード）は、長野県駒ヶ根市赤穂から同県伊那市美篶にかけて事業中の国道153号のバイパスである。

## 概要
当バイパスは、国道153号現道の渋滞緩和、中央自動車道の代替路確保およびリニア中央新幹線による観光活性化効果の広域波及を目的に計画された。
国道153号の現道は、朝夕の通勤時間帯を中心として交通が集中しており、駒ヶ根市 - 伊那市間の円滑な物流に支障をきたしているほか、中央自動車道の通行止め時には迂回車両の流入により渋滞が発生するなどの課題がある。また、リニア中央新幹線の効果を広域に波及するため南北方向の交通アクセス強化も求められており、当バイパスは現道の渋滞緩和および沿線企業の生産性向上を図るとともに中央自動車道の代替路の確保、南北軸の強化による観光支援などの整備効果が期待されている。
全体事業費は約620億円、計画交通量は約14,800台/日を見込んでいる。

### 路線データ
- 起点：長野県駒ヶ根市赤穂
- 終点：長野県伊那市美篶
- 延長：11.6 km
- 規格 第3種第2級
- 道路幅員：14.5 m
- 車線数：2車線
- 車線幅員：3.5 m
- 設計速度：60 km/h

## 沿革
- 2019年（平成31年）2月25日 : 都市計画決定[3]。
- 2020年（令和2年）度 : 事業化[1]。